# Bertha Drechsler Adamson
Bertha Drechsler Adamson (geb. Hamilton; * 25. März 1848 in Edinburgh; † 12. Mai 1924 in Toronto) war eine englische Geigerin, Dirigentin und Musikpädagogin.
Drechsler Adamson, die mit den Cellisten Louis und Karl Drechsler verwandt war, hatte zunächst Musikunterricht bei ihrem Vater, dem Pianisten und Organisten Adam Hamilton, der an der Universität Edinburgh unterrichtete. Gemeinsam mit ihrer Schwester Emily studierte sie fünf Jahre Violine bei Ferdinand David in Leipzig. In Großbritannien trat sie dann im Klavierquartett ihres Vaters auf, dem neben ihrer Schwester auch ihr Bruder Carl Drechsler Hamilton angehörte.
1869 heiratete sie und zog nach Kanada. 1887–88 unterrichtete sie am Royal Conservatory of Music und gehörte dem Streichquartett des Konservatoriums an. Ab 1895 unterrichtete sie hier erneut und leitete später das Streichorchester des Konservatoriums. Von 1901 bis 1904 war sie Erste Geigerin des Toronto Conservatory String Quartette. Von 1906 bis 1918 gehörte sie dem von Frank Welsman geleiteten Toronto Symphony Orchestra an. Zu Drechsler Adamsons Schülern zählten u. a. Harry Adaskin, Frank Blachford, Julia Grover Choate und ihre eigene Tochter Lina Drechsler Adamson.